# Battaglia dell'Avana (1870)
La battaglia dell'Avana fu combattuta nel contesto della guerra franco-prussiana il 9 novembre 1870, al largo delle acque di L'Avana tra la cannoniera prussiana Meteor e la nave francese Bouvet.

## Antefatti

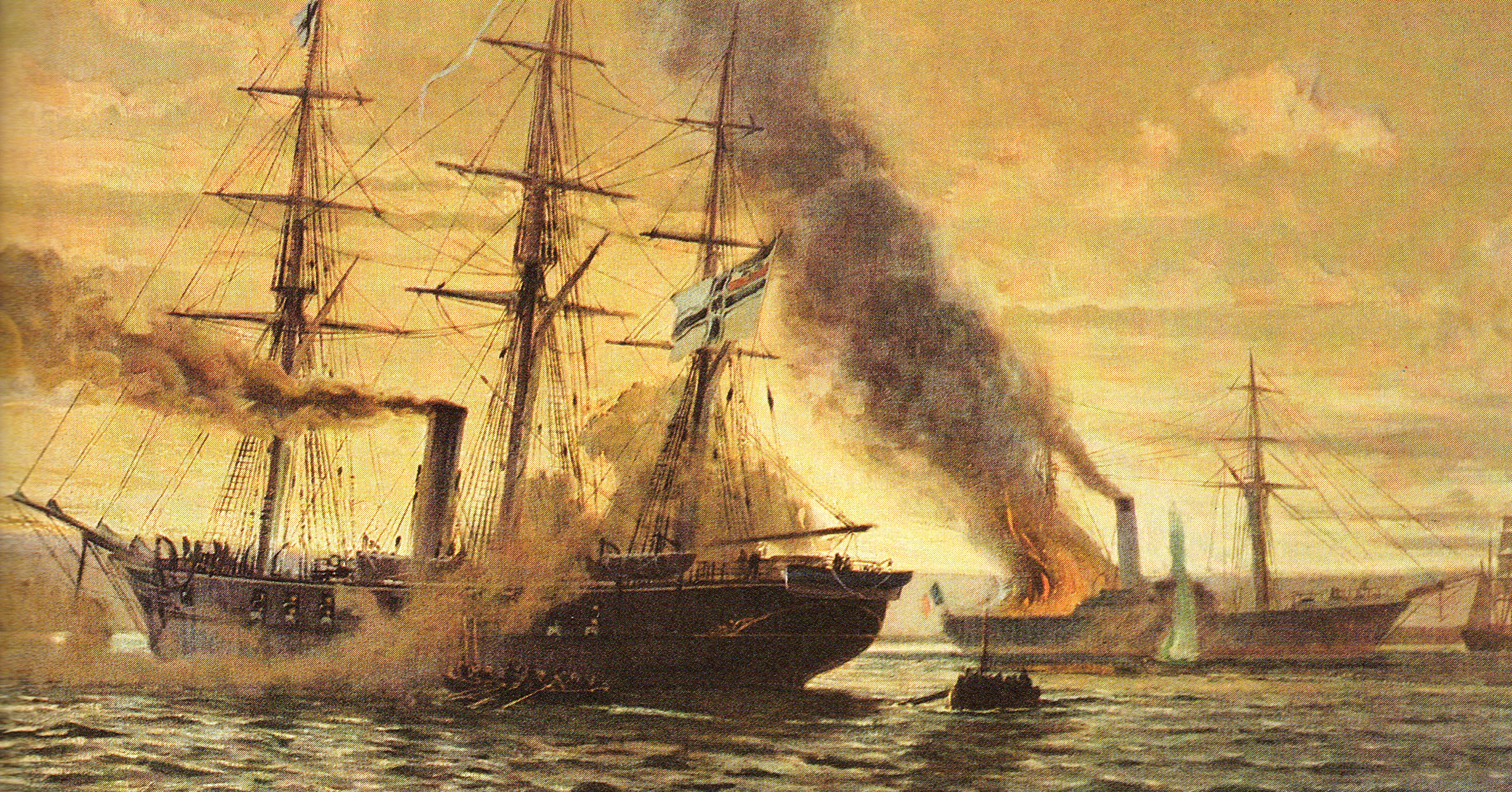
La corvetta Augusta alla Gironda (Alexander Kircher)

Il conflitto franco-germanico fu essenzialmente terrestre: i combattimenti tra flotte furono inesistenti e vi furono unicamente scontri di piccola rilevanza. La marina francese era superiore a quella prussiana. I tentativi francesi di sfruttare questa superiorità per realizzare un piano di invasione dal Mar Baltico tuttavia si erano arenati di fronte alla notevole difesa delle coste tedesche, cui i prussiani provvidero efficacemente attraverso l'installazione di batterie di cannoni Krupp capaci di colpire ad una distanza di 4 000 iarde.
Gli scontri marittimi furono ridotti a isolati scambi di artiglierie tra singole navi: nel Mar Baltico lo yacht Grid esplose colpi di cannone contro uno sloop francese il 17 agosto 1870, ma fu costretto al ritiro prima dell'arrivo di una fregata e di una corvetta; il 27 agosto nella baia di Danzica, la corvetta Nymphe affrontò una scaramuccia senza successo con una nave francese. La corvetta Augusta riuscì a rompere il blocco di Wilhelmshaven e fu capace di catturare tre navi mercantili al largo di Brest, Rochefort e alla foce della Gironda, prima di essere incalzata dalla fregata Héroïne e rifugiarsi nel porto spagnolo di Vigo, dove rimase fino alla fine delle ostilità. Fu però la cannoniera Meteor a dare inizio all'unica vera battaglia navale del conflitto.

## Svolgimento

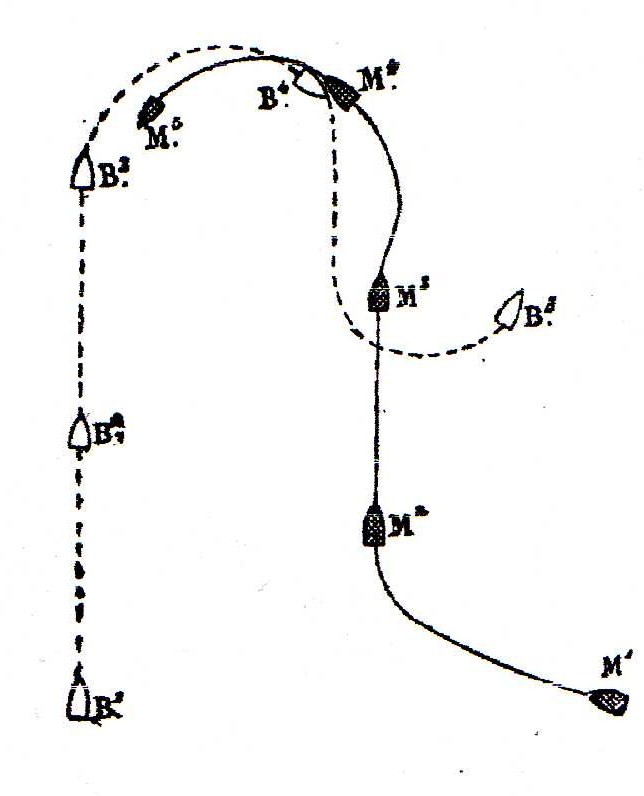
Schema della battaglia tra il Bouvet e il Meteor

Lasciato il porto dell'Avana (Cuba allora era un possedimento spagnolo), la cannoniera Meteor fu individuata dall'"aviso" Bouvet l'8 novembre. Il comandante Alexandre Franquet, a capo del Bouvet, lanciò una sfida per il giorno successivo al suo omologo tedesco, Eduard von Knorr, che accettò (nel suo racconto della battaglia pubblicato il 19 novembre 1870 Il New York Times, tuttavia, indica che la sfida è stata lanciata dal capitano prussiano). Il Bouvet attese il Meteor, che giunse qualche ora più tardi, accompagnato dalle navi spagnole Hernán Cortés e Centinela,  la cui missione era di garantire che la lotta si svolgesse in acque neutrali.
Il Bouvet era più rapido della nave avversaria e disponeva di una artiglieria di poco superiore. Tuttavia, questi benefici furono più teorici che reali, perché il cannone principale del Bouvet era installato in modo da rendere più difficile il puntamento e il Meteor compensò la mancanza di velocità con una eccellente manovrabilità. Inoltre, il Bouvet era progettato con la caldaia a vapore collocata sul ponte, senza alcuna protezione. Il capitano Franquet, consapevole della vulnerabilità di quel punto dell'imbarcazione, si era affrettato a collocare intorno ad essa, a tutela del motore, sacchi di carbone e sabbia e delle catene.

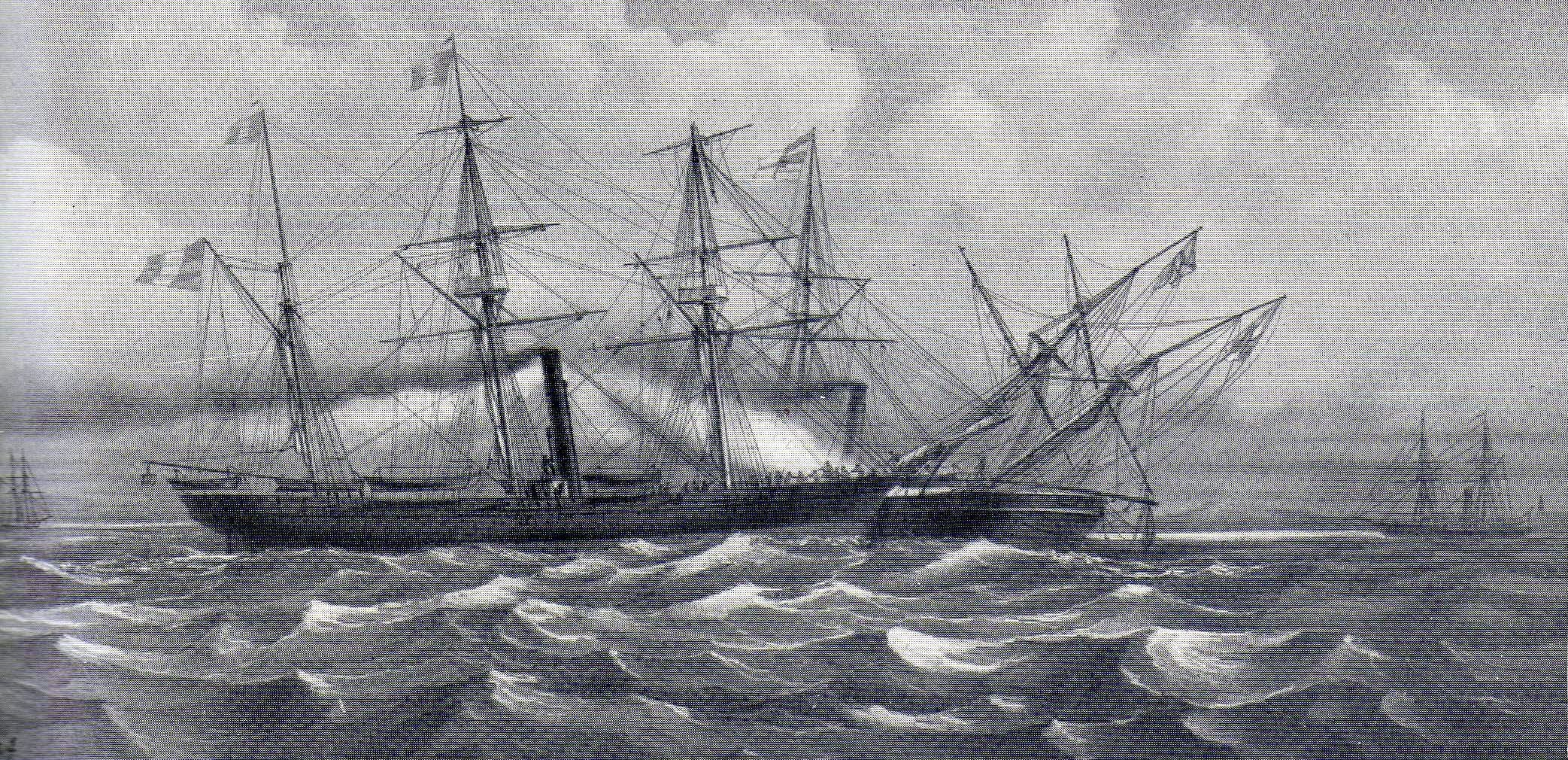
Combattimento del Bouvet e del Meteor, Charles Leduc (1831-1911)

La battaglia iniziò alle 14,30, quando il Bouvet aprì il fuoco a 4 000 metri di distanza contro la nave nemica. Durante le due ore che seguirono, le due navi corsero su due linee parallele scambiando bordate con risultati insignificanti. Poi, improvvisamente, il Bouvet mutò rotta e corse a tutta velocità (10-11 nodi dalla relazione del capitano Franquet) contro la Meteor per tentare una manovra di speronamento. Tale manovra fu parzialmente efficace, utile per lo shock che provocò quando causò la caduta di alberi del Meteor, coprì di detriti il ponte e determinò l'aggrovigliamento tra le corde dell'elica. L'equipaggio tedesco cercò di abbordare il Bouvet, ma non fu in grado di completare il progetto, poiché le due navi rimasero in contatto solo alcuni momenti, mentre i francesi, che non potevano usare la loro arma a prua, troppo difficile da gestire, spararono colpi di fucile contro il lato del ponte. Sebbene sostanzialmente immobilizzato, il Meteor fu favorito dalla manovra di allontanamento della nave avversaria, che scelse di non tentare un nuovo attacco. Alla fine, un colpo mandò in frantumi il motore del Bouvet. Issate le vele, che beneficiarono di un vento favorevole, il Bouvet fu più rapido e si portò lontano dalla lotta, mentre i marinai prussiani si industriavano freneticamente per liberare l'elica del Meteor. Il Bouvet raggiunse le acque cubane per unirsi agli spagnoli, che poi però intervennero per separare i combattenti che tornavano a L'Avana.
Il combattimento tra le due navi si concluse senza un vincitore. Il Meteor rimarrà fino alla fine della guerra a L'Avana. In seguito alla battaglia, Franquet fu promosso capitano di vascello il 17 dicembre 1870, mentre von Knorr ricevette la Croce di ferro di seconda classe e fu nominato capitano di corvetta (Korvettenkapitän) nel 1871.